# 正井義人
正井 義人（まさい よしひと、1892年（明治25年）5月1日 - 1971年（昭和46年）5月5日）は、大日本帝国陸軍軍人。最終階級は陸軍中将。

## 経歴
1892年（明治25年）に島根県で生まれた。陸軍士官学校第26期、陸軍大学校第34期卒業。1937年（昭和12年）に関東軍砲兵司令部高級部員となり、1938年（昭和13年）に陸軍砲兵大佐に進級した。1939年（昭和14年）に野戦重砲兵第2連隊長、1940年（昭和15年）に第24砲兵団長を経て、1941年（昭和16年）に陸軍少将に進級した。
1942年（昭和17年）に西部軍砲兵隊長を経て、1944年（昭和19年）8月に下関要塞司令官に転じ、10月に陸軍中将に進級。1945年（昭和20年）1月に第121師団長に親補され、済州島の守備に当たり、終戦を迎えた。
1947年（昭和22年）11月28日、公職追放仮指定を受けた。